# Flubendiamid
Flubendiamid ist eine chemische Verbindung aus der Gruppe der Benzoldicarbonsäureamide (BDCA). Flubendiamid ist ein Insektizid aus der Wirkstoffgruppe der Ryanodin-Rezeptor-Modulatoren und wurde von Nihon Nōyaku und Bayer CropScience entwickelt.

## Gewinnung und Darstellung
Flubendiamid wird ausgehend von o-Toluidin bzw. Pentafluorethyl-o-toluidin synthetisiert.

## Verwendung
Flubendiamid wird im Anbau von Baumwolle, Obst und Gemüse, Nüssen, Trauben, Mais und Reis gegen Fraßraupen (von Lepidoptera) eingesetzt. Flubendiamid wirkt überwiegend durch die Fraßwirkung, als Larvizid ist es sehr effektiv.

## Zulassung
In einigen Staaten der EU waren Pflanzenschutzmittel mit diesem Wirkstoff zugelassen, nicht jedoch in Deutschland, Österreich oder der Schweiz. Die Zulassung lief zum 31. August 2024 aus.